# 馬修·珀爾
馬修·珀爾（英語：Matthew Pearl），美國作家及教育家。

## 簡歷
畢業於诺瓦东南大学。也擁有哈佛大學英美文學系(1997年畢業)和耶魯大學法學院(2000年畢業)之學位。曾於1998年獲得『美國但丁學會』頒予但丁獎。
現在居住於劍橋。專職寫作和在艾默生學院和哈佛大學教授寫作和文學。

## 著作一覽
- 但丁俱樂部(The Dante Club)(2003年)
- 愛倫坡暗影 (The Poe Shadow) 2006
- 最後的狄更斯（The Last Dickens，暫譯）則於2009年3月出版。[1]

## 外部連結
- More detailed biography and Official author site （页面存档备份，存于）
- Official site of The Dante Club （页面存档备份，存于）
- Official site of The Poe Shadow （页面存档备份，存于）
- Official Facebook fan page of Matthew Pearl
- Official Myspace page of Matthew Pearl （页面存档备份，存于）
- Mathew Pearl's Inverview with WritersNewsWeekly.com